# Мария де Богун
Мария де Богун (англ. Mary de Bohun; около 1369 — 4 июля 1394, Замок Питерборо, Кембриджшир) — первая жена короля Генриха IV, мать будущего короля Генриха V. Сама Мария не была королевой, так как умерла до того, как её муж взошел на престол.

## Биография
Мария была дочерью Хамфри де Богуна, 7-го графа Херефорда и Джоанн Фицалан, дочери Ричарда Фицалана, 10-го графа Арундела, и Элеоноры Ланкастерской.
После смерти Хамфри де Богуна (16 января 1373 года) его несовершеннолетние дочери Мария (4 года) и её старшая сестра Элеонора (6 лет), унаследовав состояние, земли и титулы своего рода, превратились в одних из самых выгоднейших английских невест. В 1376 году на Элеоноре женился Томас Вудсток, 1-й герцог Глостер. Желая оставить за собой все наследство целиком, он заточил юную Марию в монастырь и принуждал ее принять монашеский постриг. Однако из монастыря Марию похитил Джон Гонт, 1-й герцог Ланкастерский и старший брат Томаса Вудстока, планировавший выдать ее замуж за своего сына Генриха и с помощью этого овладеть частью наследства де Богунов.
Изначально Марии было обещано, что свадьба состоится только по достижении ей шестнадцатилетнего возраста, но обещание не было исполнено, и уже 27 июля 1380 года 12-летняя Мария стала женой Генриха Болингброка, старшего сына Джона Гонта. Свадебная церемония прошла в замке Арундел. В апреле 1382 года Мария родила своего первенца, мальчик умер, прожив всего несколько дней. Всего в браке с Генрихом Болингброком Мария родила семерых детей, в их числе и будущего английского короля Генриха V.

## Дети
В браке с Генрихом (женаты с 27 июля 1380 года) Мария родила семерых детей:
- Эдуард Английский (родился и умер в апреле 1382 года)
- Генрих V, король Англии (1386—1422)
- Томас Ланкастер, герцог Кларенс (1387 — 22 марта 1421)
- Джон Ланкастерский, герцог Бедфорд (20 июня 1389 — 14 сентября 1435). Первая жена — Анна Бургундская, дочь Иоанна Бесстрашного (умерла при родах в 1432 году). Вторая жена — Жакетта Люксембургская. Потомства не оставил.
- Хамфри Ланкастерский, герцог Глостер (1390—1447)
- Бланка Английская (1392—1409). Замужем за Людвигом III, курфюрстом Пфальца.
- Филиппа Английская (4 июня 1394 — 5 января 1430). В 1406 году вышла замуж за Эрика Померанского, короля Дании, Норвегии и Швеции.